# Gegenstandskatalog
Als Gegenstandskataloge (GK) werden in Deutschland die Aufstellungen der möglichen Prüfungsinhalte für den jeweiligen schriftlichen Teil der Staatsexamina in den Studiengängen Humanmedizin, Zahnmedizin, Psychotherapie und Pharmazie bezeichnet. Sie werden lt. Staatsvertrag vom Institut für medizinische und pharmazeutische Prüfungsfragen (IMPP) in Zusammenarbeit mit Sachverständigen, Fachexperten und Fakultäten erstellt. 
Der GK1 im Fach Humanmedizin umfasst in sechs Teilkatalogen den Prüfungsstoff des ersten Staatsexamens (Erster Abschnitt der Ärztlichen Prüfung, zwei Prüfungstage in insgesamt sechs Grundlagenfächern, umgangssprachlich Physikum genannt), der GK2 den Prüfungsstoff des zweiten Staatsexamens (Zweiter Abschnitt der Ärztlichen Prüfung, drei Prüfungstage, umgangssprachlich Hammerexamen genannt).
Der 'GK Pharmazie' beinhaltet den Prüfungsstoff für den Ersten Abschnitt der Pharmazeutischen Prüfung, der aus vier separaten Multiple-choice-Prüfungen in vier Fächergruppen (vier Prüfungstage) besteht. 
Für das Ausbildungsfach Psychotherapie werden lt. Psychotherapeutengesetz zwei verschiedene Ausbildungsgänge und somit zwei Gegenstandskataloge unterschieden: für Psychologische Psychotherapeuten und für Kinder- und Jugendlichenpsychotherapeuten. 
Seit 2018 bzw. 2019 werden die Gegenstandskataloge im Sinne einer stärkeren Kompetenzorientierung grundlegend überarbeitet.